# Жабник (Трновець-Бартоловецький)
Жабник (хорв. Žabnik) — населений пункт у Хорватії, у Вараждинській жупанії у складі громади Трновець-Бартоловецький.

## Населення
Населення за даними перепису 2011 року становило 177 осіб.
Динаміка чисельності населення поселення:

## Клімат
Середня річна температура становить 10,19 °C, середня максимальна – 24,48 °C, а середня мінімальна – -6,34 °C. Середня річна кількість опадів – 830 мм.
| Клімат поселення                              | Клімат поселення | Клімат поселення | Клімат поселення | Клімат поселення | Клімат поселення | Клімат поселення | Клімат поселення | Клімат поселення | Клімат поселення | Клімат поселення | Клімат поселення | Клімат поселення | Клімат поселення |
| Показник                                      | Січ.             | Лют.             | Бер.             | Квіт.            | Трав.            | Черв.            | Лип.             | Серп.            | Вер.             | Жовт.            | Лист.            | Груд.            |                  |
| Середній максимум, °C                         | 5,36             | 7,26             | 11,85            | 16,18            | 21,63            | 24,48            | 23,98            | 23,44            | 19,44            | 14,24            | 8,52             | 4,82             |                  |
| Середня температура, °C                       | −0,49            | 1,42             | 6,00             | 10,33            | 15,80            | 18,64            | 20,02            | 19,48            | 15,50            | 10,28            | 4,55             | 0,84             |                  |
| Середній мінімум, °C                          | −6,34            | −4,43            | 0,16             | 4,49             | 9,96             | 12,79            | 16,06            | 15,49            | 11,50            | 6,31             | 0,60             | −3,13            |                  |
| Норма опадів, мм                              | 41               | 43               | 53               | 65               | 71               | 95               | 85               | 89               | 81               | 76               | 75               | 56               |                  |
| Середньомісячна швидкість вітру, м/с          | 2.00             | 2.25             | 2.60             | 2.60             | 2.40             | 2.18             | 2.10             | 1.90             | 1.90             | 1.90             | 2.10             | 2.10             |                  |
| Середньомісячна сонячна радіація, кДж/м²·день | 4025             | 6744             | 10537            | 14945            | 19071            | 20932            | 21561            | 18818            | 13866            | 8639             | 4487             | 3272             |                  |
| --------------------------------------------- | ---------------- | ---------------- | ---------------- | ---------------- | ---------------- | ---------------- | ---------------- | ---------------- | ---------------- | ---------------- | ---------------- | ---------------- | ---------------- |
| Джерело:                                      |                  |                  |                  |                  |                  |                  |                  |                  |                  |                  |                  |                  |                  |